# Entschädigungsforderungen der Hohenzollern
Die Entschädigungsforderungen der Hohenzollern zielen auf eine Entschädigung für die 1945 durch die Sowjetische Militäradministration in Deutschland (SMAD) entschädigungslos enteigneten Immobilien und auf die Rückgabe der dabei verlorenen Kunstgegenstände des brandenburg-preußischen Familienzweigs der Hohenzollern durch die Bundesrepublik Deutschland ab. In diesem Zusammenhang hat der Gesetzgeber festgelegt, dass der Berechtigte keine Leistungen erhält, wenn er oder derjenige, von dem er seine Rechte ableitet, dem nationalsozialistischen System erheblichen Vorschub geleistet hat (§ 1 Abs. 4 Ausgleichsleistungsgesetz). Die durch die Sowjetische Militäradministration enteigneten Kunstgegenstände betreffen etwa 40 Prozent der in den Medien genannten 10.000 Kulturgüter. Die restlichen 60 Prozent sind sogenannte Leihgaben an den Staat und rechtlich anders zu betrachten. Sie hängen nicht mit dem möglichen NS-Vorschub zusammen.
Seit 2014 verhandelte Georg Friedrich Prinz von Preußen als Familienoberhaupt der Hohenzollern insgeheim mit der öffentlichen Hand über die Rückgabe mehrerer tausend Kunstgegenstände und anfänglich über die Nutzung von Schloss Cecilienhof in Potsdam. Dies wurde 2019 bekannt, als der brandenburgische Finanzminister Christian Görke von der Partei Die Linke die Verhandlungen abbrach, um bis August 2020 eine gerichtliche Entscheidung zu erzwingen. Das Land Brandenburg befand sich seither in einem Entscheidungsprozess, ob das Gespräch mit den Hohenzollern wieder aufgenommen oder der Rechtsweg beschritten werden sollte.
In der Öffentlichkeit riefen die Forderungen des Prinzen starkes Interesse und oftmals Kritik hervor, insbesondere, weil sie nur dann Erfolg haben konnten, wenn der ehemalige Kronprinz Wilhelm von Preußen dem „nationalsozialistischen System“ keinen „erheblichen Vorschub“ geleistet hat. Im August 2020 nahm Katrin Lange (SPD), die Finanzministerin der Ende 2019 ohne Beteiligung der Linken gebildeten Landesregierung, Görkes Entscheidung zurück. Dadurch gewannen die Verhandlungspartner Brandenburg und Georg Friedrich Prinz von Preußen ein weiteres Jahr Zeit, um einen Vergleich zu finden. Die Ministerin schloss sich damit der Einschätzung des Verwaltungsgerichts Potsdam an, das die Fortsetzung der Vergleichsverhandlungen als „sinnvoll“ beurteilt hatte.
Nach dem Stand vom Mai 2022 waren die Vergleichsverhandlungen laut einem Schreiben des brandenburgischen Finanzministeriums endgültig gescheitert. Vertreter des Bundes, zuständig ist die Kulturstaatsministerin Claudia Roth, und der Länder Berlin und Brandenburg hatten beschlossen, die Verhandlungen nicht fortzusetzen. Lediglich die brandenburgische Finanzministerin Katrin Lange war für eine Fortsetzung eingetreten. Das Verwaltungsgericht Potsdam sollte nun über eine mögliche Entschädigung für ab 1945 enteignete Immobilien entscheiden und damit auch über die Frage der NS-Verstrickungen des ehemaligen Kronprinzen. Der Betrag für eine Immobilien-Entschädigung wurde mit 1,4 Millionen Euro berechnet.
Am 8. März 2023 gab Georg Friedrich Prinz von Preußen bekannt, er wolle seine Ansprüche auf die Rückgabe Tausender Kunstobjekte aufgeben und zwei Klagen gegen die öffentliche Hand um Entschädigung in Millionenhöhe zurückziehen. Er erklärte, „für die Zuordnung von 4.000 dieser mehr als 10.000 Objekte ist das Handeln meines 1951 verstorbenen Urgroßvaters relevant“ und dass für die Hohenzollernfamilie „wer sich dem Rechtsextremismus anbiedert, nicht traditionsstiftend sein“ könne. So habe er entschieden, auf die Rückgabe von jenen 4.000 Kunstwerken und damit verbundene Entschädigungen zu verzichten, um damit „den Weg frei[zu]machen für eine unbelastete Debatte in der Geschichtswissenschaft zur Rolle [s]einer Familie im 20. Jahrhundert.“
Bei den Leihgaben an Museen wurde im Mai 2025 eine Einigung erzielt. Objekte, deren Eigentum zwischen der öffentlichen Hand und den Hohenzollern bislang umstritten waren, sollen in eine gemeinnützige Stiftung überführt werden.

## Verhandlungen und öffentliche Debatte

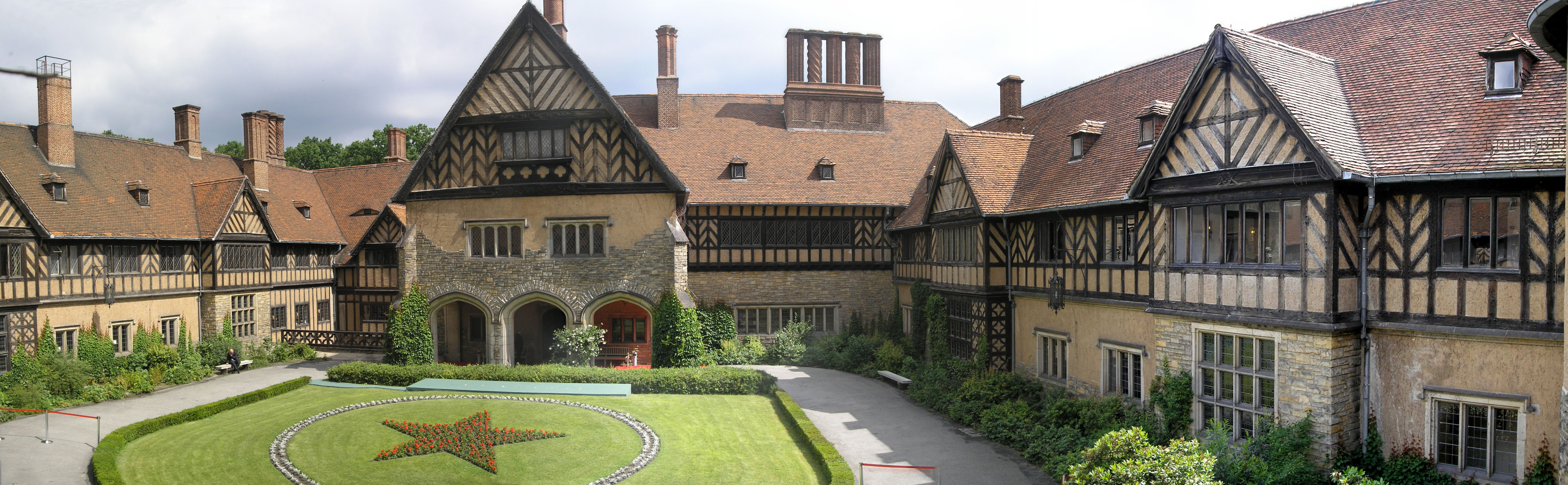
Cecilienhof in Potsdam. Bis 1945 hatte Wilhelm von Preußen dort ein Wohnrecht. Im Vordergrund der Rote Stern im Innenhof.

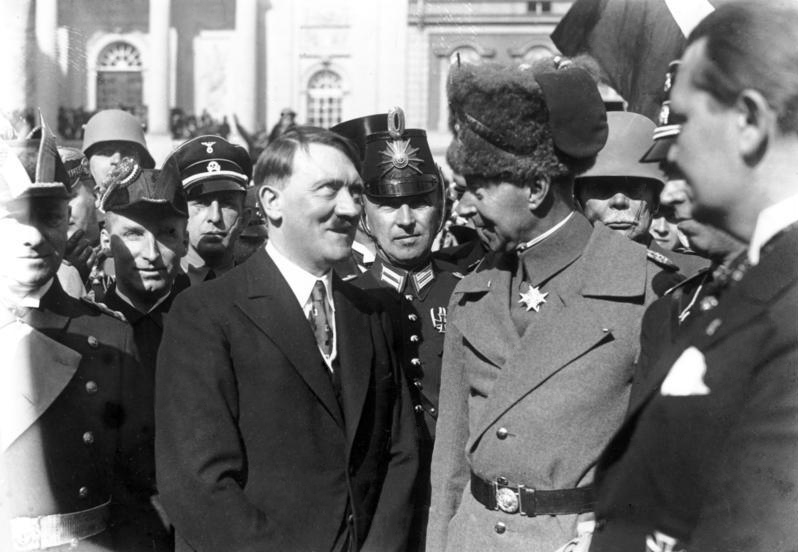
Wilhelm von Preußen und Hitler im März 1933 am Tag von Potsdam

Nach der Wiedervereinigung war 1991 eine Initiative des Familienoberhauptes Louis Ferdinands von Preußen zur Rückerstattung des 1945 von der SMAD entschädigungslos enteigneten Privatbesitzes an seine Familie an dem aus DDR-Zeit fortgeltenden Gesetz zur Regelung offener Vermögensfragen (VermG) gescheitert, das ausdrücklich nicht auf Enteignungen auf besatzungsrechtlicher oder besatzungshoheitlicher Grundlage anwendbar war.
Im Jahr 1994 hatte der Bund, hauptsächlich um den durch die Bodenreform in der SBZ im Jahr 1945 Geschädigten Ausgleichsleistungen zu verschaffen, das „Gesetz über staatliche Ausgleichsleistungen für Enteignungen, die nicht mehr rückgängig gemacht werden können“ (Entschädigungs- und Ausgleichsleistungsgesetz, EALG) verabschiedet. Es sah sozialstaatlich begründete, im Verhältnis zum Verlust sehr geringe Zahlungen an die Geschädigten vor. Es sind durch die Bodenreform nicht nur Immobilien entschädigungslos enteignet worden, sondern auch das gesamte Inventar der dazugehörenden Schlösser und Herrenhäuser. Nach § 5 des EALG „Rückgabe beweglicher Sachen“ (1) waren „bewegliche, nicht in einen Einheitswert einbezogene Sachen […] zurückzuübertragen“, wobei nach (2) „zur Ausstellung für die Öffentlichkeit bestimmtes Kulturgut für die Dauer von 20 Jahren unentgeltlich den Zwecken der Nutzung seitens der Öffentlichkeit oder der Forschung gewidmet“ bleiben sollte, also nicht sofort zurückzugeben war.
Die gesetzlich bestimmten Forderungen auf Entschädigung seitens der Hohenzollern wurden nach Ablauf der 20-Jahre-Frist im Jahr 2014 fällig, weil es zu keiner gesetzeskonformen Einigung zwischen ihnen und der öffentlichen Hand gekommen war. Andere Adelshäuser und die betroffenen Bundesländer hatten vor Ablauf der 20-Jahres-Frist in Verhandlungen einvernehmliche Lösungen des Rückgabeproblems gefunden, so unterzeichneten der Freistaat Sachsen und die albertinische Linie des Hauses Wettin im Juli 2014 einen Vergleichsvertrag, der auch eine Erledigungsklausel enthält. Ähnliche Regelungen wurden mit dem Haus Sachsen-Coburg-Gotha, dem Haus Sachsen-Weimar, dem Haus Mecklenburg sowie weiteren Familien erzielt. Für das Haus Hohenzollern stand Georg Friedrich Prinz von Preußen, der 1994 seinem Großvater als Chef der Hohenzollern gefolgt war, nach Presserecherchen seit 1994 in diskreten Verhandlungen mit dem Bund sowie den Ländern Berlin und Brandenburg um Rückgabe oder Entschädigung für bedeutende Kunstwerke, die einst seinen Vorfahren gehörten und sich nun ohne gesetzliche Grundlage in Museen befinden. Viele dieser Kunstwerke (sowie die nicht zurückzuerstattenden Immobilien) waren bereits in der Weimarer Republik bei der Vermögensauseinandersetzung zwischen Staat und Dynastie im Rahmen von Vergleichsverträgen bei der Fürstenenteignung den Hohenzollern zugeteilt worden.
Eventuelle Ansprüche entfallen, wenn die Voraussetzungen des § 1 Abs. 4 des Ausgleichsleistungsgesetzes (AusglLeistG) vorliegen. Danach werden keine Leistungen gewährt, wenn der Berechtigte oder der, von dem die Rechte abgeleitet werden, dem nationalsozialistischen System „erheblichen Vorschub“ geleistet hat. Das jetzige Familienoberhaupt leitet seine Rechte von dem enteigneten Kronprinzen Wilhelm ab. Dieser war nach dem Hausgesetz (Preußen) vom 21. Juni 1920 Inhaber des Familienvermögens. Die Frage des Vorschubleistens wird von Juristen anders geklärt als von Historikern, da sie hierfür nicht nur die Gutachten der beauftragten Historiker betrachten. Der Gesamtwert der enteigneten Kulturgüter könnte nach Schätzungen sogar im dreistelligen Millionenbereich liegen. Mögliche Kompromisslösungen wurden von den Verhandlungspartnern öffentlich bislang nicht kommuniziert. Die Auseinandersetzung eskalierte im Juli 2019, als die Berliner Tageszeitung Der Tagesspiegel Teile der Forderungen des Hauses Hohenzollern sowie deren Einstufung durch eine gemeinsame Stellungnahme der betroffenen Stiftungen Preußische Schlösser und Gärten (SPSG) und Preußischer Kulturbesitz sowie des Deutschen Historischen Museums als „maßlos und überzogen“ der Öffentlichkeit bekannt gemacht hatte. Unter den Forderungen befindet sich ein Wohnrecht im Schloss Cecilienhof. Die SPSG schätzt, dass das Ausgleichsverfahren etwa 30 Prozent der Kunstgegenstände in ihren Schlössern betrifft. Dies sorgte für weitreichende Kritik.
Dabei wurde weniger die juristische Seite der Forderung der Hohenzollern kritisiert als vielmehr die ethische Bewertung. Der Dramaturg Bernd Stegemann bezeichnete die Hohenzollern in diesem Zusammenhang in einem Beitrag des Magazins Cicero als „Familien-Clan“, der „über tausend Jahre die mitteleuropäische Geschichte mit Kriegen, Vetternwirtschaft und Katastrophen heimgesucht“ habe und „nach den letzten beiden totalen Niederlagen wieder angelaufen komme“ und nun „auf die Aushändigung seines kriminell zusammengerafften Reichtums“ klage. Ebenfalls im Cicero kommentierte der Historiker Benjamin Hasselhorn, dass die Debatte „nur mit einer Kombination aus tiefsitzenden antiaristokratischen Ressentiments und dem traurigen Weiterwirken der These vom deutschen Sonderweg erklärbar“ sei. Letztere sei „im Grunde nichts anderes als die in die Geschichtswissenschaft eingegangene antideutsche Propaganda des Ersten Weltkriegs.“ Der Journalist Stefan Kuzmany äußerte, dass Familien, die Unrechtssystemen wie dem Naziregime allzu nahe standen, keinen Anspruch auf Entschädigungen hätten, und nannte die Forderung „eine Beleidigung der Republik“. Die Politikerin Katja Kipping (Die Linke) bezeichnete die Forderungen als „maßlos und geschichtsvergessen“. Laut dem Historiker Sven Felix Kellerhoff würden diese Forderungen „das Fundament der demokratischen Gesellschaft [unterminieren]“. Der Historiker und Experte für die Hohenzollern, Stephan Malinowski, bezeichnete die Forderungen als „sprachlos machende Maßlosigkeit“.
Zur Berichterstattung gehörte die Einbeziehung eines Rechtsstreits zwischen der Gemeinde Sankt Goar und dem Haus Hohenzollern um die Burg Rheinfels in Rheinland-Pfalz, der mit den öffentlich diskutierten Ansprüchen auf Rückgabe von Kunstgegenständen infolge sowjetischer Enteignungen nicht in Zusammenhang stand. Die Burg war unter bestimmten Bedingungen 1924, noch vor der Aufteilung des Familienvermögens mit dem Freistaat Preußen, vertraglich in den Besitz der Gemeinde übergegangen. Wegen der Verletzung dieser Bedingungen durch die Gemeinde erhoben die Hohenzollern einen Rückgabeanspruch. Im Juni 2019 hatte das Landgericht Koblenz die Klage der Hohenzollern in der ersten Instanz abgewiesen. Hier sei ein Anspruch bereits „abgeschmettert“ worden, berichtete der Tagesspiegel, und in der Frankfurter Rundschau warf der Kunsthistoriker Nikolaus Bernau den Hohenzollern „blanke Gier“ vor und brachte in einem Interview beide Forderungen in einen direkten Zusammenhang. Prinz von Preußen wies die Vorwürfe zurück und kritisierte eine seiner Meinung nach „selektive Weitergabe“ von vertraulichen Dokumenten aus den Verhandlungen. Er verteidigte die Eigentumsansprüche seiner Familie, die auf Anträgen seines Großvaters Louis Ferdinand von Preußen nach der Wiedervereinigung aufbauen würden. Was das Wohnrecht in diversen Schlössern betreffe, greife der Vertragsentwurf nur das auf, was die öffentliche Hand der Familie schon seit den 1990er Jahren wiederholt angeboten hätte. Berlins ehemaliger Senatskanzleichef André Schmitz (SPD) hält die Ansprüche der Hohenzollern für berechtigt und rief in der Debatte zur Mäßigung auf. Er habe Georg Friedrich Prinz von Preußen „immer als fairen Vertragspartner erlebt“. Georg Friedrich Prinz von Preußen erklärte wiederholt seine Bereitschaft für eine „umfassende gütliche Einigung“. Sein Ziel sei der weitere Verbleib aller Museumsstücke an ihrem Ort sowie der freie Zugang für Bürger und Wissenschaftler.
Während des Landtagswahlkampfs in Brandenburg lancierte Die Linke im August 2019 eine Volksinitiative gegen die Entschädigungs- und Rückerstattungsforderungen des Hauses Hohenzollern. Ihre Fraktion im Bundestag sprach sich für ein Ende der Gespräche über mögliche Entschädigungen für die Hohenzollern aus. Mit einem Antrag im Bundestag forderte die Linkspartei im Januar 2020, per Gesetz künftig etwaige Forderungen zu unterbinden. Vertreter aller übrigen Fraktionen (Union, SPD, AfD, FDP, Grüne) sprachen sich gegen den Antrag aus. Der Landesverband der Grünen in Berlin erklärte Anfang 2020, dass sie „sämtliche Forderungen der Hohenzollern nach einer Entschädigung oder Restitution von Kunstgegenständen aus öffentlichen Sammlungen als Teil unseres Kulturerbes“ ablehnen würden und die Vergleichsverhandlungen mit den Hohenzollern gestoppt werden sollten. Der Journalist Jens Bisky kritisierte die Forderungen von Linkspartei und Bündnisgrünen als unvereinbar mit rechtsstaatlichen Grundprinzipien und warnte im Fall eines Scheiterns der Verhandlungen vor der „Gefahr, dass am Ende alle verlieren“.
Den Rechtsstreit mit der Gemeinde St. Goar beendete Ende Januar 2020 eine auf dem Vergleichsweg erzielte außergerichtliche Einigung. Danach erkennt das Haus Hohenzollern die Eigentumsrechte von St. Goar an der Burg Rheinfels unwiderruflich an, im Gegenzug arbeitet die Rheinstadt künftig eng mit der Prinzessin-Kira-von-Preußen-Stiftung zur Förderung benachteiligter Kinder zusammen.
Das Meinungsinstitut Infratest dimap führte Anfang Februar 2020 eine Umfrage in der Bevölkerung durch, inwieweit der Bund und die betroffenen Länder auf die Forderungen der Hohenzollern eingehen sollten. 53 % der Befragten waren dagegen, 33 % teilweise dafür und 6 % komplett dafür.
Der Berliner Wirtschaftsrechtler Torsten Tristan Straub schrieb Anfang März 2020 im Tagesspiegel, Georg Friedrich Prinz von Preußen erhebe seine Ansprüche auf Grundlage einer Erbfolgeregelung mit nicht verfassungskonformen Motiven. Es sei fraglich, ob er überhaupt rechtmäßiger (Haupt-)Erbe sei. Durch das Testament Louis Ferdinand Prinz von Preußens von 1950, aus dem dessen Enkel Georg Friedrich Prinz von Preußen seine bevorzugte Erbenstellung ableitet, seien gesetzliche Miterben benachteiligt oder ganz enterbt worden, weil sie nach der „alten Hausverfassung des Brandenburgisch-Preußischen Hauses“ nicht zur Thronfolge berufen gewesen wären (u. a. weil sie Frauen, nicht „ebenbürtig“, mit einer nicht „ebenbürtigen“ Person verheiratet waren oder nicht der protestantischen Konfession angehörten). Auf Beschwerde der wegen ihrer „nicht standesgemäßen“ Ehen enterbten Söhne Friedrich Wilhelm und Michael Prinz von Preußen hatte das Bundesverfassungsgericht 2004 einzelne Regelungen des Testaments für unwirksam erklärt. Straub sieht das Testament und die Erbfolgeregelung nicht nur wegen der grundrechtswidrigen Diskriminierung, sondern auch wegen des dahinter stehenden Motivs – künftige Wiederherstellung der Monarchie – kritisch, weshalb der demokratische Staat nicht auf dieser Grundlage mit den (vermeintlichen) Erben verhandeln solle.
Jürgen Aretz, Bevollmächtigter des Hauses Hohenzollern, erläuterte in einem Interview im Deutschlandfunk im Juli 2020: „Es geht darum, dass die Familie nach 1945, wie tausend andere Familien auch, in der Sowjetischen Besatzungszone enteignet worden ist, und sie möchte jetzt natürlich für dieses enteignete Eigentum entschädigt werden.“ Weiterhin verweist er darauf, dass Adelige in diesem Zusammenhang die gleichen Rechte hätten wie andere Bürger des Staates, indem er weiter ausführt, es hätten Tausende von Betroffenen Ansprüche erhoben und das Haus Hohenzollern täte dies gleichermaßen.
Im November 2020 berichtete Der Spiegel von einer rechtlich nicht identischen Rückgabeforderung der Hohenzollern gegen die Niederlande, mit der sie im September 2014 „abblitzten“. Gegenstand war Haus Doorn, der Exilsitz und Sterbeort Wilhelms II. „Gespräche“ mit der niederländische Regierung über Haus Doorn hatten zu keiner Einigung geführt, woraufhin Georg Friedrich Prinz von Preußen die Anwaltskanzlei Eversheds Sutherland damit beauftragte „einen formellen Anspruch auf den Besitz von Haus Doorn, das dazugehörige Inventar“ und weiteres Zubehör geltend zu machen. Die Androhung Eversheds', bei Ablehnung des Anspruchs rechtliche Schritte gegen Jet Bussemaker, die Ministerin für Bildung, Kultur und Wissenschaft, einzuleiten, beantwortete die niederländische Regierung mit der Erklärung, sie sehe „keinen Grund“, dem Anspruch nachzukommen. Damit war die Angelegenheit, wohl auch für Georg Friedrich Prinz von Preußen, beendet.
Der Ausgang eines Rechtsstreits ist in Deutschland für Experten schwer vorhersehbar. Die besondere Schwierigkeit in der gerichtlichen Beurteilung, was unter „erheblichem Vorschub“ zu verstehen sei, erklärt sich aus einer Entscheidung des Bundesverwaltungsgerichts aus dem März 2005, an die im Dezember 2019 Andreas Kilb erinnerte. Das Gericht hatte die Frage im Fall von Alfred Hugenberg bejaht. Analog sei nun bei Wilhelm zu klären, ob er „mit einer gewissen Stetigkeit“ Handlungen vollbracht habe, die geeignet waren, „die Bedingungen für die Errichtung, die Entwicklung oder die Ausbreitung“ des Nationalsozialismus zu verbessern, wobei deren „Nutzen für das Regime nicht ganz unbedeutend gewesen sei“. Wenn dies bei Hugenberg, dem Vorsitzenden der DNVP und Mitglied der Regierung Hitler, eindeutig klar war, so gehe es bei Wilhelm um „die Symbolik von Wahlaufrufen, Zeitungsartikeln, Briefen, Fotos“, bei denen sich der „konkrete Nutzen für den entstehenden Führerstaat“ schwer beziffern lasse.
Am 3. Februar 2021 fand auf Einladung der grünen Bundestagsfraktion ein Expertengespräch statt. Teilgenommen haben als Experten die zwei Juristinnen Marietta Auer (Frankfurt) und Sophie Schönberger (Düsseldorf) sowie die drei Historiker Eckart Conze (Marburg), Stephan Malinowski (Edinburgh) und Karina Urbach, die aus Princeton zugeschaltet wurde. Erhard Grundl, kulturpolitischer Sprecher der Bundestagsfraktion, erklärte am Ende des Gesprächs, die Ausgleichsverhandlungen des Bundes mit der Hohenzollern-Familie müssten abgebrochen werden, weil sie „eine schwere Hypothek für unsere Demokratie“ seien. Einige Politiker haben es abgelehnt, die Gespräche mit dem Hohenzollern fortzusetzen, solange Klagen gegen Historiker auf dem Tisch liegen.

## Verwaltungsgerichtliches Verfahren
Nach gescheiterten Vergleichsverhandlungen terminierte das für die Klagen zuständige Verwaltungsgericht Potsdam für Juni 2023 eine mündliche Verhandlung. Im März 2023 teilte es dann jedoch in einer Pressemitteilung mit, der Kläger (Georg Friedrich von Preußen) habe in den Verfahren um „Ausgleichsleistungen für Immobilien (VG 1 K 885/22) bzw. für sonstige Vermögenswerte (VG 1 K 1702/22) […] mit Schriftsatz seiner Prozessbevollmächtigten vom 13. März 2023 jeweils den Rechtsstreit für in der Hauptsache erledigt erklärt. Einhergehend damit verzichtete er gegenüber dem Beklagten auf die Geltendmachung der in den Verfahren streitgegenständlichen Ansprüche nach dem Ausgleichsleistungsgesetz und erklärte – wiederum gegenüber dem Beklagten – die in den Verfahren streitgegenständlichen Anträge für erledigt bzw. hilfsweise für zurückgenommen“. Es handelt sich dabei um diejenigen Klageverfahren, für die eine Beurteilung der Frage des „erheblichen Vorschub-Leistens zugunsten des nationalsozialistischen Systems“ durch Wilhelm von Preußen relevant wäre. Andere, davon unabhängige Verfahren werden weiter betrieben. Die Stiftung Preußische Schlösser und Gärten Berlin-Brandenburg erklärte, der beigelegte Rechtsstreit beträfe lediglich ein Viertel der Forderungen, von denen die SPSG betroffen sei; über die übrigen 75 % müsse weiter verhandelt werden.
Der Bonner Verwaltungsrechtler Klaus Ferdinand Gärditz wies in der FAZ darauf hin, dass das Verwaltungsgericht im Rahmen der zu erwartenden Kostengrundentscheidung kursorisch begründen müsse, welche Erfolgsaussichten die Klagen vor der Erledigung gehabt hätten. Es sei „legitim, prozessuales Vorgehen taktisch nach Interessenlage auszurichten. Für den Kläger geht es um Geld und ramponiertes Image, vielleicht aber auch um eine Bereinigung des Verhältnisses zu staatlichen Institutionen. Die Einschätzung der Prozessaussichten mag sich im Laufe der Zeit geändert haben“. Für das beklagte Land ginge es wiederum nicht nur um den Streitgegenstand der Klage, sondern auch um die öffentliche Sichtbarkeit von anderweitigen Kulturgütern, die unbestritten im Eigentum der Hohenzollern und damit zu deren Disposition stehen. „Eine Klagerücknahme hätte die Öffentlichkeit sofort als Eingeständnis gewertet, dass man der Klage inzwischen nur noch geringe Erfolgsaussichten beimesse. Eine Erledigungserklärung camoufliert dies, weil man die Frage der Erfolgsaussichten diffundieren und auf die Komplexität der Verhandlungen sowie die damit einhergehenden Interessenabwägungen verweisen kann.“ Er meint, „Prozesse sind nie nur juristisch zu betrachten, sie sind auch Plattformen gesellschaftlicher Auseinandersetzungen und zugleich öffentliche Inszenierung. Ohne die Symbolwirkung des monarchischen Erbes und die dramatis personae wäre der Entschädigungsstreit hier eher unter die Kategorie Peanuts gerutscht“. In Bezug auf die wechselnden verhandlungs- und prozesstaktischen Manöver beider Seiten meint er: „Letztlich wird das Prozessrecht hier als Vehikel eingesetzt, politische Kommunikationsstrategien zu rahmen. Es geht um eine Instrumentalisierung des Prozesses als öffentlicher Schaubühne.“

## Die Frage des „erheblichen Vorschubs des nationalsozialistischen Systems“ durch Wilhelm von Preußen

### Beurteilung durch Historiker
Im November 2019 veröffentlichte der Journalist Jan Böhmermann vier vertrauliche Gutachten von Historikern, die sich mit der für die juristische Bewertung entscheidenden Frage beschäftigen, ob der enteignete Kronprinz Wilhelm von Preußen (1882–1951) dem NS-System „erheblichen Vorschub“ geleistet hatte. Die vom damaligen brandenburgischen Finanzminister Christian Görke (Die Linke) beauftragten Historiker Peter Brandt und Stephan Malinowski bejahten die Frage, die daraufhin von Prinz von Preußen bestellten Gegengutachten von Christopher Clark und Wolfram Pyta verneinten sie. Clark hat seine Einschätzung mittlerweile unter Verweis auf neues von Malinowski entdecktes Material zum öffentlichen Einfluss des Kronprinzen revidiert.
Am 29. Januar 2020 fand im Deutschen Bundestag eine mehrstündige Anhörung zu den Entschädigungsforderungen statt. Hierzu waren mehrere Gutachter erschienen. Laut den Historikern Peter Brandt, Stephan Malinowski und Stefanie Middendorf hat demnach der Kronprinz Wilhelm von Preußen vor und nach 1933 dem Nationalsozialismus erheblichen Vorschub geleistet. Der Historiker Benjamin Hasselhorn kam zu dem Schluss, dass sich beide Ansichten zwar historisch begründen ließen, aber nicht eindeutig belegen. Ein abschließendes Urteil ist laut Hasselhorn kaum zu fällen. Er wies zudem darauf hin, dass von den Gutachtern nur Pyta das für Wissenschaftler frei zugängliche Hausarchiv der Hohenzollern benutzt habe.
In einem in der FAZ vom 9. September 2020 veröffentlichten Beitrag vertraten Eva Schlotheuber, seinerzeit Vorsitzende des Verbandes der Historiker und Historikerinnen Deutschlands, und Eckart Conze die Auffassung, dass in der internationalen Fachwelt ein Konsens bestehe, dass der Kronprinz die Errichtung der Hitlerdiktatur in erheblichem Maße förderte. Hiergegen nahmen kurz darauf zehn Historiker (Peter Hoeres, Ronald Asch, Jörg Baberowski, Hans-Christof Kraus, Sönke Neitzel, Andreas Rödder, Rainer F. Schmidt, Michael Sommer, Uwe Walter und Michael Wolffsohn) in einem offenen Schreiben an die Verbandspräsidentin Stellung: Sie warfen Schlotheuber vor, mit ihren Feststellungen in der FAZ zum Stand der Forschung zu versuchen, „die offene Diskussion“ zu dem Thema zu unterbinden. Es sei, so die Briefschreiber, nicht zulässig, dass der Historikerverband in Gestalt seiner Vorsitzenden auf diese Weise „zugunsten zweier Gutachten Partei“ nehme „und diese Debatte für entschieden“ erkläre, obschon diese de facto noch andauere. Patrick Bahners kommentierte in der FAZ, der Vorwurf der Briefeschreiber gehe formal als auch in der Sache fehl. Schlotheuber habe ihre Meinung zum Preußenstreit nicht namens des Verbands kundgetan. Auch sei der im Brief behauptete Dissens fingiert, denn die vier Gutachten beschrieben Handeln und Denkungsart des früheren Kronprinzen Wilhelm übereinstimmend. Gestritten werde nur darüber, ob das juristische Kriterium des „erheblichen Vorschubs“ erfüllt sei. Schlotheuber, die Ende Oktober 2021 als Vorsitzende des VDH ausgeschieden war, unterstrich ihrerseits Anfang 2022, „die momentan einzige kontrovers diskutierte Frage betrifft die Bewertung, ob der Kronprinz als politische Figur bedeutend genug war, um zu einer erheblichen Vorschubleistung fähig zu sein.“ Angesichts dessen, dass der Althistoriker Uwe Walter ihre fachliche Kompetenz als Mediävistin in der Hohenzollerndebatte in Frage stellte, argumentierte sie, es dürfe „keine Zugangsbeschränkungen bei Historikerdebatten geben“.

### Gemeinsame Stellungnahme des VHD und des ZZF zur Erklärung von Georg Friedrich Prinz von Preußen
Georg Friedrich erklärte im Februar und März 2021 in mehreren Interviews, rückblickend reflektiere er selbstkritisch sein äußerungsrechtliches Vorgehen im Streit um die Restitutionsforderungen und die historische Verantwortung seiner Familie für den Aufstieg des Nationalsozialismus. Er bedauere, dass er nicht ausreichend versucht habe, mehr und früher mit allen Beteiligten zu sprechen und Missverständnisse nicht auf juristischem, sondern auf anderem Wege auszuräumen. Auf diese Äußerungen reagierten der Verband der Historiker und Historikerinnen Deutschlands e. V. (VHD) und das Leibniz-Zentrum für Zeithistorische Forschung Potsdam (ZZF) in einer gemeinsamen Stellungnahme. Sie begrüßten die gewandelte Sichtweise des Hauses Hohenzollern, sein bekundetes Eintreten für einen geschichtskulturellen Dialog und auch seine Bereitschaft, mit den von äußerungsrechtlichen Verfahren betroffenen Historikern in ein Gespräch zu kommen. Man bedaure sehr, dass die intensiven juristischen Schritte gegen Wissenschaftler, Journalisten und Medien die wissenschaftliche und öffentliche Debatte über die Restitutionsforderungen Herrn Prinz von Preußens erschwert und alle Beteiligten einer erheblichen Belastung ausgesetzt hätten.

### Vorgehen gegen kritische Wissenschaftler und Journalisten
Im Dezember 2019 wurde bekannt, dass die Hohenzollern rechtlich gegen Wissenschaftler und Journalisten vorgehen, die sich kritisch mit der Geschichte des Hauses auseinandergesetzt haben. Darunter befindet sich auch Stephan Malinowski, der Gutachter für das Land Brandenburg ist und die Entschädigungsansprüche der Familie bestreitet. Der Verband der Historiker und Historikerinnen Deutschlands (VHD) kritisierte dieses Vorgehen. Wissenschaft beruhe „auf einem offenen Austausch von Argumenten“, so der stellvertretende Vorsitzende des Verbands. Der VHD verurteile „nachdrücklich, dass die Hohenzollern mit rechtlichen Mitteln gegen Historiker vorgehen“. Der Historiker und Direktor des Leibniz-Zentrums für Zeithistorische Forschung (ZZF), Martin Sabrow, bezeichnete dieses Vorgehen als „Unkultur der Einschüchterung“ und „Gefährdung der Wissenschaftsfreiheit“. Er forderte in einem offenen Brief, die Hohenzollern sollten die „einstweilige Verfügung gegen einen Mitarbeiter des ZZF umgehend zurückziehen, und man sollte fachhistorische Stellungnahmen zum Umgang mit dem Hohenzollernerbe nicht länger mit juristischen Mitteln angreifen“. Der Rechtsanwalt der Hohenzollern, Markus Hennig, wies die Vorwürfe zurück. Um Betroffenen der Klagen die finanziellen Mittel für ein Gerichtsverfahren zur Verfügung zu stellen, hat FragDenStaat den Prinzenfonds gegründet. Ein Sprecher der Familie äußerte im Januar 2021, seit 2019 sei gegen Historiker gerichtlich nicht mehr vorgegangen worden. Nur zwei nicht beendete Verfahren liefen derzeit noch, weil die betroffenen Historiker Georg Friedrich Prinz von Preußen weiter angreifen wollten.
Für den Umgang Georg Friedrich Prinz von Preußens mit Journalisten und Wissenschaftlern erhielten die Hohenzollern 2021 den Negativpreis Verschlossene Auster.
Eine Studie der Universität Leipzig aus dem Februar 2024 untersuchte am Fallbeispiel der Hohenzollern, wie Presseberichterstattung und Forschung durch gezielte Anwaltsstrategien beeinflusst oder behindert werden sollten. Die Kommunikationswissenschaftler stellten dabei fest, welche Wirkung Einschüchterungsversuche durch strategische Klagen gegen kritische Berichterstattung, sogenannte SLAPP-Klagen, aus Sicht der Betroffenen haben können.

## Wiki des Historikerverbands zu den Klagen der Hohenzollern
Seit dem 15. Juni 2021 existiert das „Hohenzollern-Klage-Wiki“ des Verbands der Historiker und Historikerinnen Deutschlands. Die Zielsetzung des Verbands ist es, die Vorfälle und Klagen zu dokumentieren, welche die Wissenschaftler betrafen.

## Leihgaben an Museen
Die Bestände bei den Leihgaben stammen vor allem vom ehemaligen Hohenzollernmuseum Schloss Monbijou, vom Hausarchiv und der Hausbibliothek sowie vereinzelt aus anderen Liegenschaften bzw. Beständen. Bei diesen Objekten ist die Frage des möglichen NS-Vorschubs nicht relevant. Im Mai 2025 wurde mit dem Haus Hohenzollern nach Geheimverhandlungen mit Bundeskanzler Olaf Scholz eine Einigung erzielt. Tausende Kunstschätze bleiben auf Dauer in Museen in Berlin und Brandenburg, die Familie Hohenzollern erhält dafür eine nicht konkret bezifferte Millionensumme vom Staat. Eine gemeinnützige Stiftung wird Eignerin der Kunstgegenstände.